# Tamanbaru (Taktakan)
Tamanbaru is een bestuurslaag in het regentschap Serang van de provincie Banten, Indonesië. Tamanbaru telt 7095 inwoners (volkstelling 2010).